# 菲莱 (匈牙利)
菲莱，是匈牙利费耶尔州所辖的一个村。总面积30.32平方公里，总人口857，人口密度28.3人/平方公里（2011年1月1日）。